# Hister depurator
Hister depurator är en skalbaggsart som beskrevs av Thomas Say 1825. Hister depurator ingår i släktet Hister och familjen stumpbaggar. Inga underarter finns listade i Catalogue of Life.